# Ischiocentra punctata
Ischiocentra punctata är en skalbaggsart som beskrevs av Martins och Maria Helena M. Galileo 2005. Ischiocentra punctata ingår i släktet Ischiocentra och familjen långhorningar. Inga underarter finns listade i Catalogue of Life.